# ダニー・マクグレイン
ダニー・マクグレイン MBE（Daniel Fergus McGrain, 1950年5月1日 - )は、スコットランド・グラスゴー出身の元サッカー選手で指導者。現役時代のポジションは右サイドバック。スコットランド代表として1973年から1982年にかけてプレー、2度のワールドカップを含む、通算62試合に出場した。
1970年にセルティックFCに加入、4月26日のダンディー・ユナイテッドFCとの対戦でデビューを果たし、1986-87シーズンまで在籍、通算663試合に出場した。

## タイトル
セルティックFC
- スコティッシュリーグ : 1972–73, 1973–74, 1976–77, 1978–79, 1980–81, 1981–82, 1985–86
- スコティッシュカップ : 1973–74, 1974–75, 1976–77, 1979–80, 1984–85
- スコティッシュリーグカップ：1974–75, 1982–83

個人
- スコットランド・サッカー記者協会年間最優秀選手賞 : 1977
- スコティッシュFA インターナショナルロールオブオナー（英語版）
- スコットランドサッカーの殿堂
- MBE : 1983